# Al Buqa'a Club
El Al Buqa'a (en árabe: البقعة) es un club de fútbol de Jordania con sede en el campamento de refugiados palestinos de Baqa'a. Fue fundado en 1968 y juega en la Liga Premier de Jordania.

## Historia
El equipo fue fundado en 1968. El logro más importante del club fue llegar a la final de la Copa de Jordania en 1980, partido que perdió 3-1 contra el Al-Faisaly (Amán). En la temporada 2006/07 consiguió quedar tercero en el campeonato de Liga, su mejor posición en este torneo.

## Uniforme
- Uniforme titular: Camiseta blanca con la manga izquierda roja, pantalón blanco y medias blancas.
- Uniforme alternativo: Camiseta blanca con el cuello rojo, pantalón y medias blancas.

## Estadio
El Al Buqa'a juega en el Estadio Al Quwaysimah. Tiene capacidad para 15000 personas.